# Luis Escaray
Luis Antonio Escaray Guillen (Maracaibo, estado Zulia, 13 de septiembre de 1961—Ciudad Ojeda, Estado Zulia, 21 de marzo de 2011) fue un locutor y cantante venezolano de gaita zuliana, propietario de la agrupación VHG (Venezuela Habla Gaiteando).

## Biografía
Creció en Las Morochas, Municipio Lagunillas y muy joven, a los trece años, se inició en medio gaitero formando parte del conjunto Nueva Era. En 1979 obtuvo el galardón Voz de Oro del Festival Interliceísta del estado Zulia.
Perteneció a los grupos Trece más uno (1980), Revolución Gaitera (1981) y Los Señoriales de la Gaita (1984), Rincón Morales (1990). 
Aunque era conocido como cantante de gaitas, también incursionó como intérprete de música tropical en diferentes agrupaciones.
En 1992, ingresó a la agrupación Gaiteros de Pillopo, hasta que se incorporó al grupo Venezuela Habla Gaiteando, donde permaneció hasta 1994. 
En 2007 recibió el galardón El Zulia Elige la Gaita del Año, por su composición La chupa-chupa.